# Ментен, Питер
Питер Николаас Ме́нтен (нидерл. Pieter Nicolaas Menten; 26 мая 1899[…], Роттердам, Южная Голландия — 14 ноября 1987[…], Лусдрихт, Утрехт) — нидерландский предприниматель, коллекционер искусства и военный преступник, член СС.

## Биография

### Происхождение
Питер Ментен родился в 1899 году в богатой семье в городе Роттердам. 
Питер Ментен, благодаря деловым связям своего отца, проявил интерес к ведению дел в Польше. Вскоре он наладил масштабную экспортную торговлю голландскими товарами в Польше.

### Предпринимательская деятельность в Польше
В результате разразившегося скандала о банкротстве в Гданьске он был объявлен полицией в розыск и в 1923 году вместе с женой бежал во Львов. В это время Ментен купил у княгини Марии Любомирской 8 тысяч акров леса. Он также купил сахарный завод, спичечную фабрику и нефтеперерабатывающий завод. В 1924 году Ментен был арестован. После своего освобождения поселился во Львове и занялся торговлей, также скупал картины, уделяя особое внимание общению в среде торговцев антиквариатом. В предвоенный период Питер Ментен был известен в Нидерландах как крупнейший импортер леса из Восточной Европы.
В 1937 году Питер Ментен получил польское гражданство. Он купил землю в селе Сопот рядом с городом Стрый, в 1938 году в результате судебной тяжбы приобрел собственность в селе Подгородцы. Ментен был участником множества судебных споров, приобретая землю и недвижимость, включая принадлежащую когда-то княгине Любомирской. Длительные судебные процессы и скандалы с его участием широко освещались во львовской прессе.
Хотя Ментен приобрел репутацию скользкого дельца и мошенника, он имел широкие связи среди влиятельных лиц Львова. Он был прекрасно знаком с художественными собраниями многих львовских коллекционеров, включая графа Владимира Дзедужицкого, бывал в домах убитых позднее профессора Тадеуша Островского, профессора Яна Грека и бывшего премьер-министра Польши профессора Казимира Бартеля. Полученное во время этих визитов знание о предметах искусства, которыми владели богатые профессора, позднее позволило Ментену инициировать их убийства и захват принадлежащих им ценностей. Ментен часто представлялся как консул Нидерландов, хотя на самом деле консулом был его брат Дирк Ментен. За короткий срок он изучил польский и украинский языки. Польские специальные службы подозревали Ментена в шпионаже, за который он был арестован летом 1939 года.

### Член СС. Грабеж произведений искусств

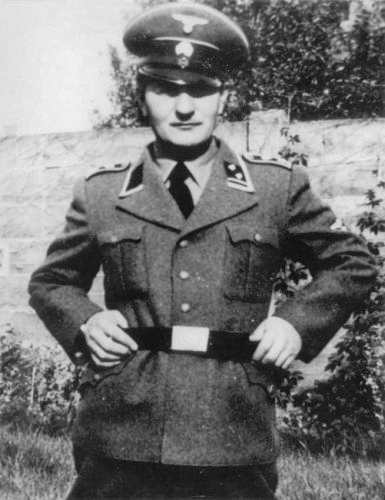
Ментен в мундире гауптшарфюрера СС

В сентябре 1939 года, при вторжении Германии в Польшу, Питер Ментен принял активное участие в казни нескольких десятков польских солдат в селе Урыч, которые были расстреляны и сожжены заживо в сарае. По завершении сентябрьской компании он поселился в своем поместье рядом с городом Стрый. После присоединения данного района к СССР при разделе Польши Ментен был арестован советскими властями по обвинению в шпионаже в пользу Германии, но после вмешательства еврея Самуэля Шифа был освобожден. Затем он оставался во Львове, в декабре 1939 года переехал в Краков, после чего вернулся на короткое время в Нидерланды. После возвращения в 1940 году в Польшу он по своей инициативе предложил свои услуги нацистам. Жил в Кракове на улице Гроттгера, 12. Ментен был владельцем рисовой мельницы «Орыца» в Кракове-Бешанове, торговал произведениями искусства и служил в качестве попечителя, комиссионера администратора реквизированных у евреев антикварных книжных магазинов в Кракове. 
Летом 1941 года Ментен был переводчиком в «Айнзацкоманда особого назначения» (нем. «Einsatzkommando zur besonderen Verwendung») для Галиции под командованием Карла Шенгарта. Согласно свидетельским показаниям, он действовал в форме гауптшарфюрера СС и отвечал за изъятия произведений искусств. С немецкими войсками он вернулся в области, где действовал до войны, и участвовал в военных преступлениях против поляков и евреев в Урыче и Подгородцах южнее Борислава. В июне 1941 года вместе с немецкими войсками появился во Львове. Он был вдохновителем и соучастником реквизиций произведений искусств из квартир убитых львовских профессоров (в том числе лично изымал ценности из квартиры профессора Тадеуша Островского). Из личной мести Ментен организовал преследование родственников Исаака Пистинера, довоенного владельца лесных угодий, с которым вел дела до войны и которому проиграл судебный спор в 1935 году (Пистинер до этого уже был убит немцами, в то время как Ментен последовательно мстил, убивая его родственников, например, 6 июля 1941 года в Подгородцах, во Львове).
Ментен также отсылал награбленные во время оккупации Львова ценности в Краков и продавал их на территории оккупированной Польши. В 1943 году перед лицом приближающихся советских войск он отправил награбленные ценности в трех (или четырёх) вагонах в Нидерланды. Нацистские власти подозревали Ментена и сотрудничавших с ним эсэсовцев в продаже произведений искусств в личных целях («разграбление и расхищение во Львове»), в 1942—1943 годах было произведено расследование, которое, тем не менее, возможно из-за протекции высокопоставленного нациста Карла Шенгарта, не дало результатов. После казни Шенгарта англичанами в 1946 году, благодарный Ментен поддерживал его дочь.

### Послевоенная жизнь и судебные процессы
После освобождения Нидерландов союзными войсками Ментен был интернирован в числе 150,000 коллаборационистов, но благодаря вмешательству принца Бернарда Липпе-Бистерфельдского (которого знал по визиту принца Бернара и принцессы Юлианы в 1937 году в Крыницу) получил свободу. 16 мая 1945 года он был арестован голландскими властями, но почти сразу же был снова освобожден в связи с недостатком доказательств вины. После исполнения смертного приговора в отношении Карла Шенгарта Ментен стал единственным владельцем коллекции награбленных ценностей. В 1948 году он был приговорен к трем годам тюремного заключения, которое в 1949 году было сокращено до восьми месяцев. Ещё до объявления судебного приговора прокурор получил письмо от Хавива Канаана (племянник Пистинера, до войны был дружен с Ментеном, они охотились и рыбачили вместе; в 1935 году как сионист эмигрировал в Палестину, в 1944 году узнал об убийстве Ментеном своих родителей и брата, был редактором газеты «Гаарец»), который описывал преступления, совершенные Ментеном, а также свидетельства других евреев, подтверждающих совершенные голландцем убийства. 12 октября 1950 года Польша потребовала выдачи Ментена, но голландские власти не дали своего согласия (министр иностранных дел посчитал дело урегулированным). Они также хранили молчание, когда были предъявлены протоколы расследований убийств львовских евреев, где также упоминался Ментен. В 1952 году Ментен был осужден голландским судом за коллаборационизм с Германией, вскоре после этого ему удалось получить 600,000 марок компенсации от ФРГ за якобы потерянную собственность по причине связей с голландским сопротивлением, в то время как он участвовал в военных преступлениях в Польше. По этой же причине он также получил компенсацию от голландского правительства.
После войны Ментен занимался бизнесом и был известным коллекционером произведений искусства. Он жил со своей второй женой во дворце в Бларикуме, у него также было поместье в Ирландии. Он жил роскошной жизнью. Его поместье с 40 комнатами было полно работ известных художников, таких как Николас Мас, Франсиско Гойя и Ян Слейтерс. 22 мая 1976 года ежедневной газетой De Telegraaf был анонсирован запланированный аукцион 425 картин из коллекции Ментена, занимающего шестое место среди самых богатых людей в Нидерландах.
Бездействие голландских властей продолжалось до 1976 года, когда общественное телевидение показало документальный фильм, в котором свидетели прямо обвинили Ментена в преступлениях. В том же году дело было описано в немецком еженедельном журнале Акцент (Accent) и журнале Штерн голландским журналистом Хансом Кноопом (Hans Knoop), который лично приезжал в Украинскую ССР и участвовал в эксгумации тел 1,800 жертв, похороненных в саду Пистинера в Подгородцах. В это время Ментен, предупрежденный об угрозе ареста, уехал в Швейцарию, но после выпуска ордера на арест был задержан здесь в отеле и затем выдан швейцарскими властями в Нидерланды. Ему было предъявлено обвинение в совершении военных преступлений. В 1977 году судебное разбирательство было завершено — Ментен был оправдан по обвинениям в убийствах евреев в Урыче, но приговорен к 15 годам тюремного заключения за участие в убийстве 20-30 евреев в Подгородцах 7 июля 1941 года. По результатам эксгумации комиссия Амстердамского трибунала констатировала, что даже младенцы были убиты. После объявления приговора Ментен заявил, что он купил отчет, перечисляющий высокопоставленных голландцев, которые сотрудничали с Третьим Рейхом, и что в 1952 году министр юстиции Донкер (Leendert Antonie Donker) обещал ему неприкосновенность в обмен на сохранение этого отчета в секрете. В итоге первоначальный приговор, вынесенный амстердамским судом, был аннулирован, а Ментен освобожден.
В мае 1978 года Голландский Верховный Суд отменил приговор и отправил дело на новое рассмотрение. В ноябре 1978 года Гаагский Специальный Суд выпустил решение, запрещающее преследование Ментена, после чего прокуратура подала апелляцию.
В обвинительном заключении не упоминалось участие в убийстве польских профессоров во Львове, несмотря на наличие показаний свидетелей, которые заявляли, что видели как Ментен следил за профессорами Гриком и Островским из автомобиля вечером, предшествующим ночному убийству. Их квартиры были обысканы гестапо под личным надзором Ментена и он жил в квартире профессора Островского на следующий день. Кроме ценностей, принадлежавших семье профессора, там находились на хранении коллекции князей Яблоновских и графов Бадени. В доме профессора Грека среди прочих были работы Матейко, Выспяньского и Виткевича. Ментен также управлял действиями по опустошению дома профессора Добржанецкого.
После долгого процесса 9 июля 1980 года Питер Ментен за совершение массовых казней в Подгородцах был признан виновным в военных преступлениях и преступлениях против человечества и приговорен Специальной Палатой Роттердамского Окружного Суда к 10 годам тюрьмы и штрафу в 100 тысяч гульденов. В заключении он провел только две трети срока с учётом пребывания под стражей и был освобожден в 1985 году.
После выпуска Ментен собирался уехать в свой особняк в Ирландии в графстве Уотерфорд (так как его 20-комнатный особняк в Нидерландах получил сильный урон от пожара, который во время следствия устроил один из бывших узников Дахау, бросив на крышу здания бутылку с зажигательной смесью), но тогдашний премьер-министр Ирландии Гаррет Фицджеральд запретил ему въезд в страну. Ментен скончался в доме для престарелых в Лоосдрехте, куда был помещён в июле 1986.

## Семья и личная жизнь
Зная об угрозе судебного преследования, Ментен переписал свое огромное состояние на свою жену, с которой немедленно развёлся. Это состояние, накопленное Ментеном при жизни (включая неоплаченные произведения искусства), никогда не было истребовано и возвращено семьям убитых.

## Влияние процесса над Ментеном
С процессом над Ментеном было связано возобновление общественной дискуссии в Нидерландах о коллаборационизме с немецкими оккупантами, а также участии голландцев в Холокосте. Поскольку обвинения затрагивали и некоторых членов правительства и также членов Королевской семьи, а именно принца Бернара, по ходатайству которого Ментен был освобождён из под стражи ещё в 1945 году, во время правления правительства по руководством премьера Йопа ден Ойла в стране в 1976 году произошёл политический кризис.